# 5360 Рождественський
5360 Рождественський (5360 Rozhdestvenskij) — астероїд головного поясу, відкритий 8 листопада 1975 року.
Тіссеранів параметр щодо Юпітера — 3,072.